# 西宮七海
西宮 七海（にしのみや ななみ、1977年7月10日 - ）は、新潟県新潟市出身の歌手、気象予報士、タレント。よしもとクリエイティブ・エージェンシーに所属していたが現在はフリー。

## 概要
- 成城大学経済学部経済学科卒業。
- 東京NSC11期生。
- 2000年に「美坂愛」として「愛は美しい」で歌手デビュー。
- 2004年、気象予報士の資格を取得し、『サンデージャポン』（TBSテレビ）に「小杉みさ」の名前でお天気おねえさんとして水着（ビキニ）姿でレギュラー出演した。
- ピン芸人としてライブなどに出演することもあり、この時のネタには、自分を「浮気研究家」として男性の浮気等の生態を天気予報風に解説していくというものなどがある（このネタの時にスライド映写機等の道具を使うこともある）。この時は芸名を「ななみ」として出演することが多い。
- R-1ぐらんぷり2回戦に二度出場、M-1グランプリ2回戦に「まこ山市役所」というカルテットで一度出場したことがある。
- 趣味は「家呑み」。

## 出演
- サンデージャポン（TBSテレビ） - 小杉みさとして
- リンカーン（TBSテレビ）
- 週刊オリラジ経済白書（日本テレビ）
- ジャンプ○○中（フジテレビ）
- あらびき団（TBS）- アシスタント

### CM
- ワコムペンタブレット
- 東京ディズニーランド
- WOWOW

## DVD
- お天気お姉さん（日本メディアサプライ、小杉みさとして）

## 連載
- 日刊ゲンダイ『元気が出るEカップレシピ』
- 2010年10月から週刊アサヒ芸能『女と空のムフフな関係』

## 関連人物

### 気象予報士の資格を持つ新潟県出身の人物
- 饒村曜 - 新潟市出身の気象庁→ウェザーマップ所属の気象予報士。
- 田辺令吉 - 新潟市生まれ、神奈川県相模原市育ちの元南日本放送アナウンサー、現フリーアナウンサー。
- 梶山修 - 元長崎文化放送アナウンサー、ジョイスタッフ所属フリーアナウンサー。
- 清水秀一 - 西蒲原郡分水町（現在の燕市）出身のウェザーニューズ→北海道テレビ放送所属の気象予報士。
- 猪熊隆之 - 村上市生まれ、神奈川県平塚市育ちの気象予報士。
- 木花牧雄 - 長岡市出身のNHKアナウンサー。